# Nollendorfplatz
De Nollendorfplatz is een plein in de Duitse hoofdstad Berlijn. De Nollendorfplatz ligt in de noordpunt van het district Tempelhof-Schöneberg in voormalige stadsdeel Schöneberg. De Bülowstraße en de Kleiststraße komen uit op het plein.
De Nollendorfplatz staat lokaal bekend als een uitgaanscentrum, onder andere voor de homoscene. Verder ligt aan het plein een van de grootste discotheken van Berlijn.
Op en onder het plein is bevindt zich het gelijknamige metrostation Nollendorfplatz, waar vier lijnen samenkomen.